# Куксенкова, Ирина Юльевна
Ири́на Ю́льевна Куксенко́ва (род. 24 сентября 1984, Киев, Украинская ССР, СССР) — российская журналистка, военный корреспондент «Первого канала», пропагандистка.

## Биография
Ирина Куксенкова родилась в Киеве Украинской ССР. В 2009 году окончила факультет журналистики МГУ имени М. В. Ломоносова. В 2013 году окончила Институт стран Азии и Африки МГУ имени М. В. Ломоносова (кафедра истории стран Ближнего и Среднего Востока, специализация «История Ирана»). В 2013 году получила диплом о повышении квалификации по иранистике в Международном университете имени Имама Хомейни в Казвине, Иран. 
Знает английский, арабский и персидский языки. Является мастером спорта по спортивной гимнастике. 

## Карьера
С 2004 по 2008 год работала специальным корреспондентом отдела силовых структур газеты «Московский комсомолец». С 2008 по 2013 год была корреспондентом «России 24». С 2013 по 2014 год была руководителем пресс-службы и пресс-секретарём главы Ингушетии Юнус-Бека Евкурова. В этот же период — ведущая новостей на телеканале «Ингушетия». С 2014 по 2017 год была специальным корреспондентом «России 24». В 2020 году была экспертом по ближневосточным проблемам в издании «Свободная пресса». 
С июля 2017 года является специальным корреспондентом дирекции информационных программ «Первого канала» и военным корреспондентом.
Работала в зонах войн и вооружённых конфликтов в Чечне, Грузии, Украине и Сирии.
В 2022 году при освещении боёв за Мариуполь в ходе российско-украинской войны получила осколочные ранения ног. Находится в базе украинского сайта «Миротворец».
В 2022 году вошла в центральный штаб Общероссийского народного фронта.
В январе 2024 года возглавляемый Куксенковой фонд «Бюро расследований ОНФ» получил 27,6 млн руб. от фонда президентских грантов на содержание реабилитационного лагеря для пострадавших в ходе российского вторжения в Украину.

## Семья
Отец — Юлий Куксенков, в прошлом главный тренер сборной Украины по спортивной гимнастике, с 2013 года тренер сборной России.
Младший брат — Николай Куксенков, в прошлом украинский гимнаст, с 2013 года выступает за сборную России.
Бывший муж — Виктор Анатольевич Сокирко (р. 1963), журналист. Есть дочь Ева 2005 года рождения, занимается спортивной гимнастикой.
Есть сын Алексеев Владимир Владимирович 12 июня 2025 года рождения.

## Награды
- Медаль «За отвагу» (2009)[8].
- Лауреат премии правительства РФ в области печатных средств массовой информации (2008)[9].
- Медаль ордена «За заслуги перед Отечеством» I степени (2015).
- Лауреат Национальной премии интернет-контента в номинации «Сила в правде» (2022)[10].
- Орден Мужества (2022)[11].
- Специальный приз Союза журналистов России «За смелость при выполнении журналистского долга» премии «Золотое перо России» (2022)[12].